# Saint-Denis-sur-Coise
Saint-Denis-sur-Coise este o comună în departamentul Loire din sud-estul Franței. În 2009 avea o populație de 560 de locuitori.

## Evoluția populației
| An        | 1975 | 1982 | 1990 | 1999 | 2006 | 2009 |
| --------- | ---- | ---- | ---- | ---- | ---- | ---- |
| Populație | 500  | 502  | 512  | 548  | 566  | 560  |